# Parlamentswahl in St. Lucia 1925
Allgemeine Wahlen in St. Lucia (englisch General elections) wurden in St. Lucia erstmals am 9. März 1925 abgehalten. Nur zwei von drei zur Wahl gestellten Sitzen waren durch mehrere Bewerber umkämpft, drei Mitglieder wurden ernannt. Aus diesem Anfang entwickelte sich das heutige House of Assembly.

## Hintergrund
Die Wood Commission unter dem Vorsitz von Lord Halifax hatte 1922 die britisch kolonisierten Inseln in der Karibik besucht mit dem Mandat „zu klären, ob das Volk bereit wäre für einige Formen der politischen Entwicklung.“ („ascertain if the people were ready for some form of political development“). Eine Delegation von St. Lucia brachte ihren Fall vor die Commission, während gleichzeitig eine Representative Government Association gegründet wurde um eine Kampagne für politische Reform durchzuführen. Die Association veranstaltete ein öffentliches Treffen auf dem Columbus Square, wo Louis McVane das Manifest verlas, welches er danach Lord Halifax überreichte.
1924 wurden Letters patent erlassen, welche die Voraussetzungen für die Gründung eines teilweise gewählten Legislative Council schufen.

## Wahlsystem
Das Legislative Council sollte aus zwölf Mitgliedern bestehen, von denen drei gewählt werden sollten, drei ernannt und die weiteren Sitze wurden mit dem Colonial Secretary, dem Attorney General (Staatsanwalt), dem Treasurer (Schatzmeister), dem Registrar of the Royal Court (Schriftführer) und dem Chief Medical Officer (Medizinischer Offizier) und dem Inspector of Schools (Schulinspektor) besetzt werden.
Die drei gewählten Mitglieder wurden in den Wahlkreisen (constituency) „North“, „East“ und „West“ gewählt.

## Wahl
Thomas Westall (North constituency), George Palmer (East constituency) und Thomas Hull (West constituency) wurden ins Council gewählt, während George Barnard, William Degazon und Gabriel LaFitte ernannt wurden. Das Council trat am 1. Mai 1925 erstmals zusammen.